# جياكومو روسي ستوارت
جياكومو روسي ستوارت (بالإيطالية: Giacomo Rossi Stuart) هو ممثل إيطالي، ولد في 25 أغسطس 1925 في إيطاليا، وتوفي في 20 أكتوبر 1994 بروما في إيطاليا.

## أعمال

### أفلام
- (1964) آخر رجل على الأرض
- (1975) زورو

## وصلات خارجية
- جياكومو روسي ستوارت على موقع IMDb (الإنجليزية)
- جياكومو روسي ستوارت على موقع أول موفي (الإنجليزية)
- جياكومو روسي ستوارت على موقع قاعدة بيانات الأفلام السويدية (السويدية)
- جياكومو روسي ستوارت على موقع قاعدة بيانات الفيلم (الإنجليزية)